# 千葉県道188号館山大貫千倉線
千葉県道188号館山大貫千倉線（ちばけんどう188ごう たてやまおおぬきちくらせん）は、千葉県館山市と南房総市を結ぶ一般県道。
大貫地区や古茂口地区などの山間部を縦貫し千倉地区へ至る。当道路の南条 - 古茂口間の狭隘部分を迂回する新たな300m程の短いバイパス道が2008年（平成20年）3月11日完成。北条バイパス付近の200m工事も2009年（平成21年）3月終了した。

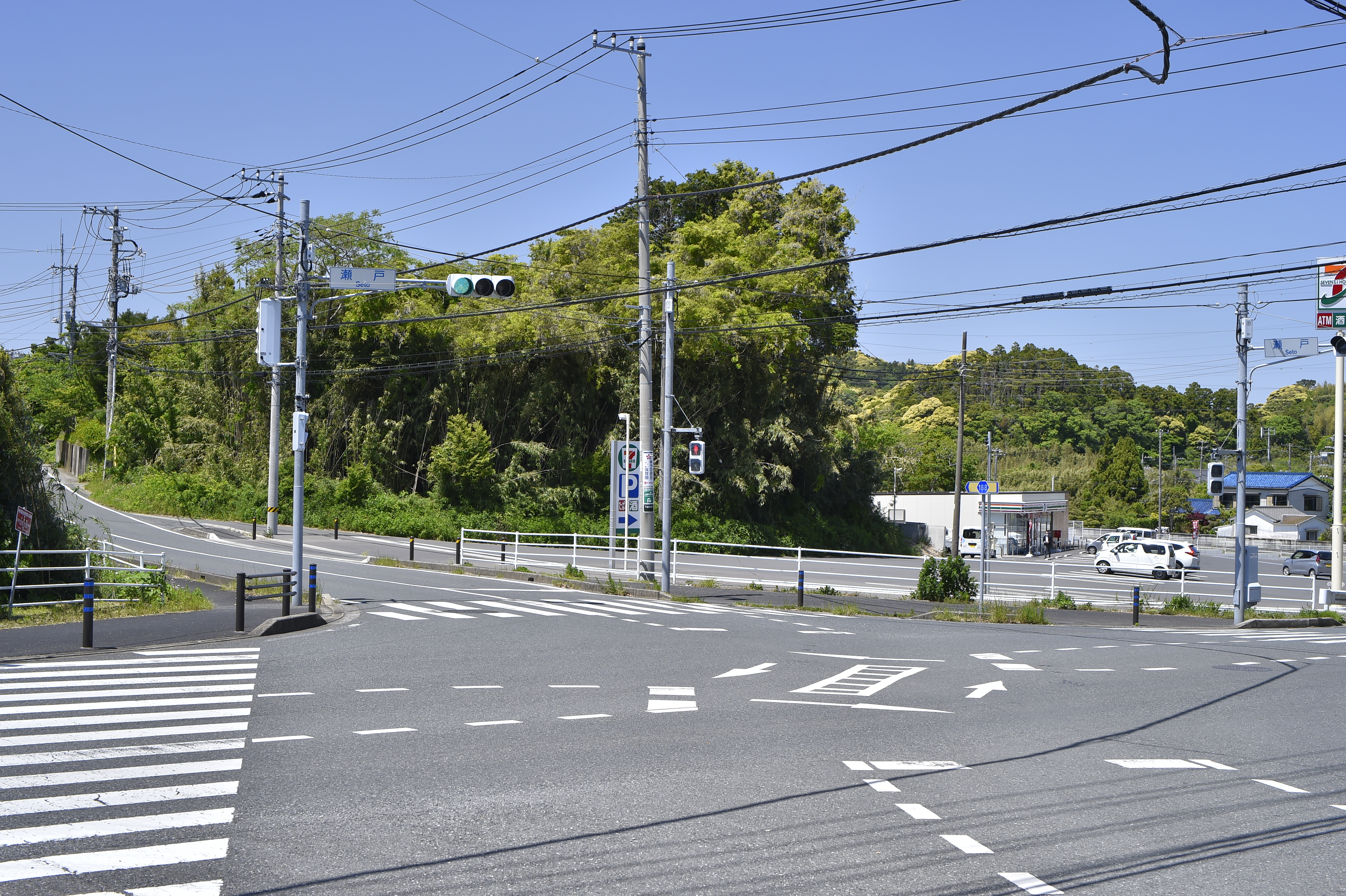
千葉県道188号館山大貫千倉線
南房総市千倉町瀬戸の瀬戸交差点（2023年5月）

## 路線データ
- 起点：館山市下真倉（下真倉交差点、国道410号交点）
- 終点：南房総市千倉町瀬戸（瀬戸交差点、千葉県道187号館山千倉線交点）
- 総延長：9.211 km（安房土木事務所管内：9.211 km[4]）
- 重用延長：なし（安房土木事務所管内：0.0 km[4]）
- 実延長：9.211 km（安房土木事務所管内：9.211 km[4]）

## 地理

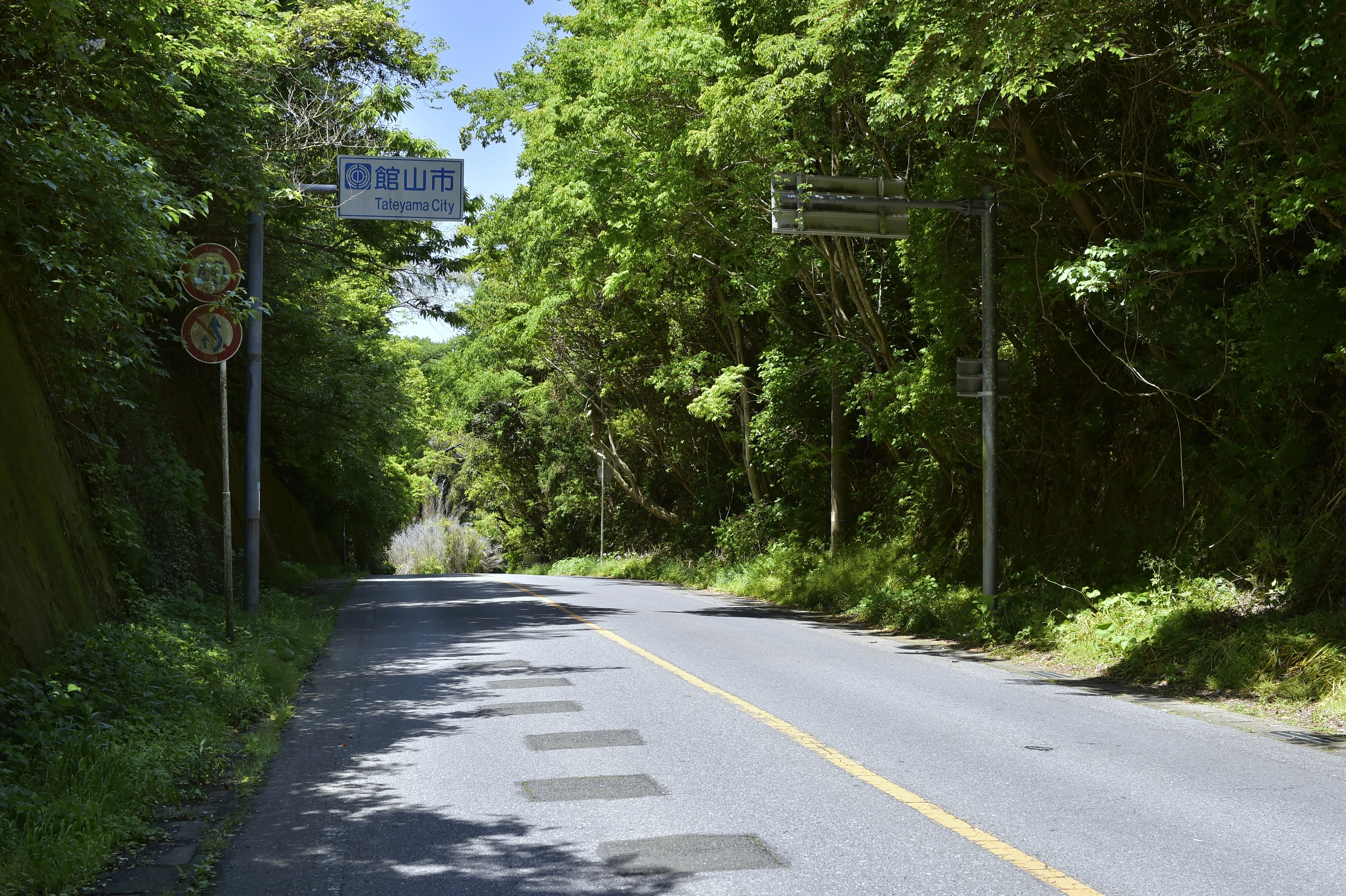
南房総市と館山市の市境付近（2023年5月）

### 通過する自治体
- 館山市
- 南房総市

### 交差する道路

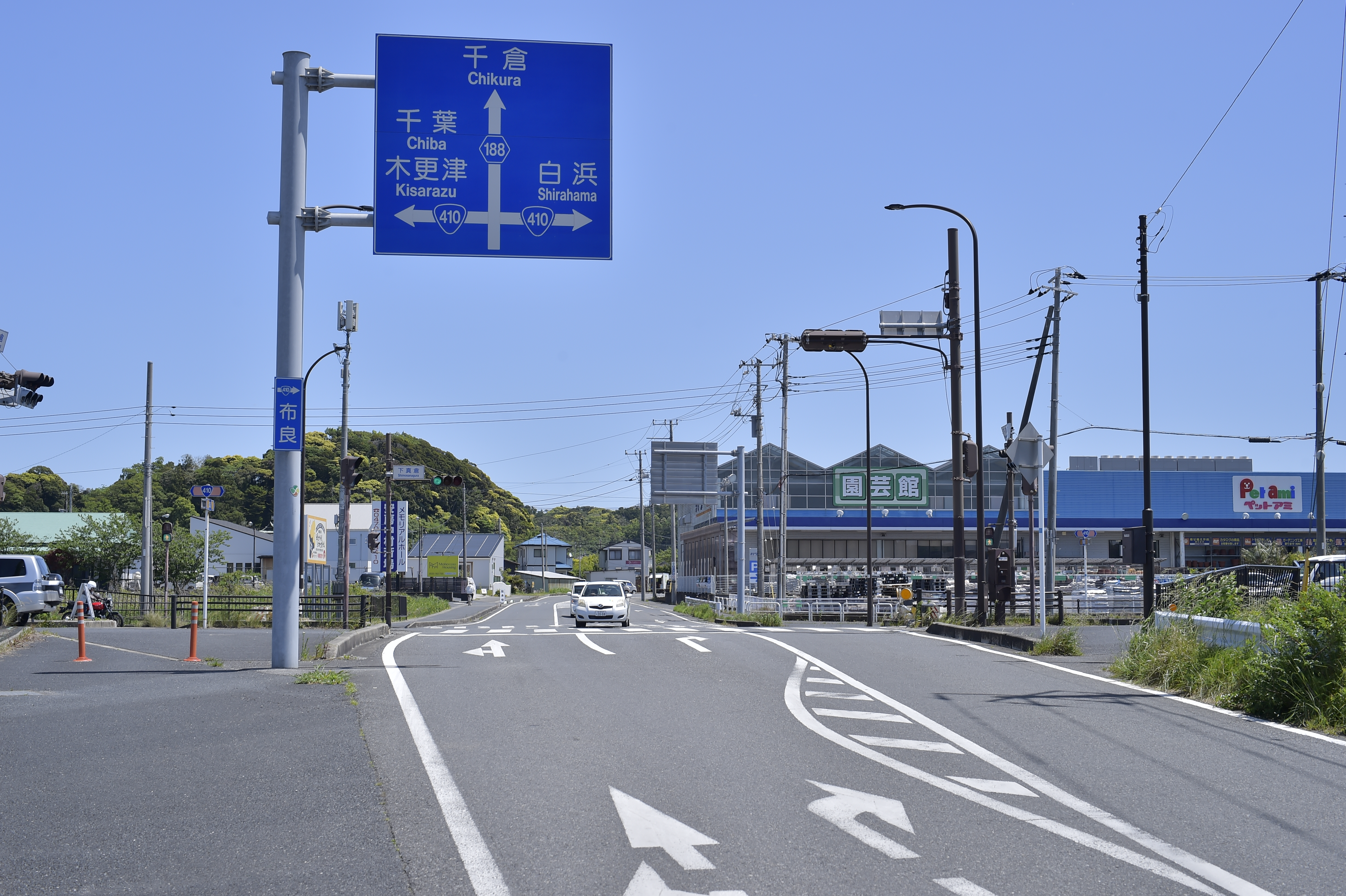
国道410号交点の下真倉交差点（2023年5月）

- 国道410号北条バイパス - 館山市下真倉(下真倉交差点、起点)
- 安房グリーンライン - 南房総市千倉町大貫
- 千葉県道187号館山千倉線 - 南房総市千倉町瀬戸（瀬戸交差点、終点）

### 沿線
- 観音寺（館山市南条）
- 福生寺（館山市古茂口）
- 千倉変電所（南房総市千倉町瀬戸）